# Llandissilio West
Llandissilio West är en community i Storbritannien.   Den ligger i kommunen Pembrokeshire och riksdelen Wales, i den södra delen av landet, 300 km väster om huvudstaden London.
Communityn består av orten Llandissilio med omgivande landsbygd.